# Hortipes delphinus
Hortipes delphinus là một loài nhện trong họ Corinnidae.
Loài này thuộc chi Hortipes. Hortipes delphinus được miêu tả năm 2000 bởi Bosselaers & Rudy Jocqué.